# Hartlanden
Hartlanden (bambergisch: Hädlond) ist ein Gemeindeteil der Gemeinde Stegaurach im oberfränkischen Landkreis Bamberg in Bayern.

## Geografie
Auf einer kleinen Anhöhe des Aurachtals, etwa sechs Kilometer südwestlich der Domstadt Bamberg, liegt abseits belebter Straßen das Dorf Hartlanden. Der Birkacher Wald und das Spitalholz grenzen als Ausläufer des Steigerwalds an die Hartlandener Flur. Ein namenloser Bach entspringt im Südwesten, speist den Dorfweiher und mündet nördlich vom Stangersberg in einen Vorfluter der Aurach. Im Osten ist der Ort fast mit dem benachbarten Dellerhof verbunden.
Der Dorfkern liegt auf einer Höhe von 274 m und die Rothenbühlstraße auf 296 m. Die Hartlandener Flur hat eine Höhe zwischen 270 m im Wiesengrund im Osten und 335 m im Wald bei Rothenbühl im Westen. Durch den wenig ertragreichen Boden sind die Erträge in der Landwirtschaft nur mäßig.
Nachbarorte sind Mühlendorf im Norden, Stegaurach im Osten, Kreuzschuh im Westen und Birkach im Süden.

## Geschichte
Die erste urkundliche Erwähnung von Hartlanden war 1317. Der Ortsname weist auf die schweren Lebensbedingungen hin, die aufgrund der schweren Lehmböden herrschten. 1361 bestand dort ein „Campus Hartenland“. Die Dorf- und Gemeindeherrschaft war von 1388 bis 1802 in den Händen der Lisberger Freiherren von Münster. Wahrscheinlich wurde Hartlanden im Dreißigjährigen Krieg zerstört und erst Ende des 17. Jahrhunderts wieder aufgebaut. Die Ortschaft gehörte einst kirchlich zur Oberen Pfarre in Bamberg und wurde 1762 mit damals 22 Einwohnern ein Teil der neu gegründeten Pfarrei Stegaurach. Mit 15 Wohngebäuden und 90 Einwohnern bildete sie ab 1818 zusammen mit Dellerhof, Dellern und Kreuzschuh die politische Gemeinde Hartlanden. Erste Bürgermeister waren (Auswahl): Georg Wagner (mindestens 1876–1896), Josef Köbrich (1896–1910), Friedrich Stöcklein sen. (1910–1933), Wilhelm Steger (1933–1945), Andreas Hohl (1945–1948) und Friedrich Stöcklein jun. (1948–1975).
Kreuzschuh wurde im Jahr 1959 in die Gemeinde Mühlendorf und Dellern am 1. Januar 1973 in die Gemeinde Stegaurach eingegliedert. Am 1. April 1975 erfolgte aufgrund der Gemeindegebietsreform die Eingliederung der Gemeinde Hartlanden mit den Gemeindeteilen Dellerhof und Hartlanden in die Gemeinde Stegaurach. Hartlanden hatte zu diesem Zeitpunkt eine Fläche von 196 Hektar und 223 Einwohner.
Für die gemeinsame Nutzung in der Landwirtschaft wurden im Dorf in der Nachkriegszeit ein Milchhäuschen (Nähe Ringstraße 17) und eine Dreschmaschinenhalle (bei Dellerhof) gebaut. Beide Gebäude sind mittlerweile abgerissen.

### Die Burg
Auf eine Burg verweisen die Straßennamen Burgweg und Linzenburg. Gemeint sind drei ehemals allein stehende Gehöfte, die sich auf einer Anhöhe über dem Wiesengrund befinden. Vom Dorfkern in der Ringstraße waren sie durch ihre erhöhte isolierte Lage wie eine thronende Burg wahrgenommen worden. Mittlerweile sind diese Gehöfte durch die rege Bautätigkeit mit dem Dorfkern verbunden.

### Dorfwirtschaft
Die alte Dorfwirtschaft gegenüber dem Dorfweiher befand sich über Generationen hinweg im Besitz der Familie Wagner. Sie wurde von den Dorfbewohnern und auch von Auswärtigen gern besucht. Dort feierte man auch die Kirchweih und Gemeindeversammlungen wurden dort abgehalten. Nach dem Tode des Wirts wurde die Wirtschaft in den 1970er Jahren verpachtet. 1978 erwarb sie ein Käufer und sie wurde renoviert. Nachdem die Wirtschaft 1984 geschlossen war, wurde zur Feier der Kirchweih im Juni jeweils ein Festzelt aufgestellt. Im alten „Wertshaus“ befindet sich jetzt ein Pferdehof.

### Dorfgemeinschaftshaus
Zwischen 1996 und 1999 bauten die Dorfbewohner in Eigenleistung mit finanzieller Hilfe der Gemeinde Stegaurach ein Dorfgemeinschaftshaus mit Feuerwehr-Unterstellhalle. Es steht den Dorfbewohnern und den Vereinen seitdem für den Brandschutz und für Feierlichkeiten zur Verfügung. Architekt war Günter Hummel, der erste Spatenstich erfolgte am 1. Oktober 1996, Richtfest war am 22. März 1997, die Einweihung am 29. August 1999. Die benachbarte alte Feuerwehrunterstellhalle aus dem Jahre 1935 wurde abgerissen.

### Kapelle Maria Freudenreich
1906 wurde der Kapellenbauverein gegründet, dem alle Ortsbewohner angehörten. Die Kapelle Maria Freudenreich wurde von der damals armen Bevölkerung von Hartlanden und Dellerhof in Eigeninitiative ohne jeden Zuschuss von öffentlicher Seite im neuromanischen Stil gebaut und eingerichtet. Am 4. Juli 1909 wurde sie durch den Franziskanerpater Alkuin geweiht. Das Außenmaß des Gotteshauses beträgt ca. 6,20 m × 9,50 m und bietet nach dem späteren Einbau einer Empore 50–60 Personen Platz. Vom 19. bis 22. Juni 2009 wurde der 100. Weihetag gefeiert.

### Einwohnerentwicklung
(einschließlich Dellerhof, bis 1958 mit Kreuzschuh, bis 1972 mit Dellern)
| Jahr | Einwohner |
| ---- | --------- |
| 1950 | 288       |
| 1961 | 253       |
| 1970 | 274       |
| 1975 | 223       |
| 1997 | 348       |
| 2000 | 377       |
| 2005 | 403       |
| 2010 | 401       |
| 2012 | 402       |

### Vereine
- Freiwillige Feuerwehr Hartlanden e. V.

## Verkehr
Hartlanden ist durch eine Stadtbuslinie mit Stegaurach und Bamberg verbunden und wird von der Omnibus-Verkehrsgesellschaft-Franken-Buslinie (OVF) angefahren.

## Regelmäßige Veranstaltungen
- Kirchweih am Sonntag vor dem 24. Juni, dem Johannistag
- Johannisfeuer am Wochenende nach der Kirchweih
- Weißwurstfrühschoppen der Freiwilligen Feuerwehr am ersten Sonntag im August im Gemeinschaftshaus
- Patronatsfest am 7. Oktober